# NGC 4937
NGC 4937 is een niet bestaand object in het sterrenbeeld Centaur. Het hemelobject werd op 3 maart 1837 ontdekt door de Britse astronoom John Herschel,
maar in de Revised New General Catalogue wordt het aangegeven als niet bestaand.